# Голіцинське газоконденсатне родовище
Голі́цинське газоконденсатне родовище — газоконденсатне родовище в межах чорноморського шельфу України на відстані 130 км від м. Одеса. Належить до Південно-Каркінітської тектонічної зони Каркінітсько-Північнокримського прогину. Станом на 2016 є дані про незаконну промислову діяльність РФ в районах Голіцинського та Одеського газових родовищ.

## Історія відкриття
Структура виявлена сейсморозвідкою МВХ у 1964 та 1967, та підготовлена до пошукового буріння по опорному відбиваючому горизонту, приуроченому до майкопської серії. Будову складки деталізовано МСГТ у 1972—1973, 1985—1986 та 1990. Також при переінтерпретації сейсмічних матеріалів у 1974—1975.
У 1975 на Голіцинському родовищі отримано перший промисловий приплив газу.

## Геологічна будова
Платформовий чохол структури представлений карбонатними і теригенним утвореннями крейди, палеогену і неогену-антропогену, потужність яких становить 1500, 2000, і 350 м відповідно.
По відкладах палеоцену структура є субширотною антикліналлю розміром 22×2,5 км і висотою 130 м. Круте північне крило ускладнене зоною підкиду з амплітудою 50-100 м.

## Структура запасів
Початкові видобувні запаси категорій А+В+С1: по газу — 11896 млн м3; конденсату — 330 тис. т.
Розробка газоконденсатного покладу знаходиться на завершальній стадії. Видобуто 6562 млн м3 газу і 212,9 тис. т. конденсату. Складність експлуатації свердловин полягає в утворенні піщаних і грязьових корків у стовбурі, збільшенні фільтраційних опорів у привібійній зоні, і т. ін.